# Castellfollit del Boix
Castellfollit del Boix (em catalão e oficialmente) ou Castellfullit del Boix (em castelhano) é um município da Espanha na comarca de Bages, província de Barcelona, comunidade autónoma da Catalunha. Tem 58,9 km² de área e em 2021 tinha 448 habitantes (densidade: 7,6 hab./km²).

## Demografia
| Variação demográfica do município entre 1991 e 2004[carece de fontes?] | Variação demográfica do município entre 1991 e 2004[carece de fontes?] | Variação demográfica do município entre 1991 e 2004[carece de fontes?] | Variação demográfica do município entre 1991 e 2004[carece de fontes?] |
| ---------------------------------------------------------------------- | ---------------------------------------------------------------------- | ---------------------------------------------------------------------- | ---------------------------------------------------------------------- |
| 1991                                                                   | 1996                                                                   | 2001                                                                   | 2004                                                                   |
| 315                                                                    | 337                                                                    | 383                                                                    | 405                                                                    |